# Pere Cort i Gisbert
Pere Cort i Gisbert (Alcoi, ? - Beniarbeig, 10 d'agost de 1902) fou un polític valencià.
Es va establir a Madrid, on fou íntim amic de José Canalejas i Méndez i administrador del diari El Heraldo de Madrid. Fou diputat del Partit Liberal Fusionista pel districte de Manresa a les eleccions generals espanyoles de 1886, substituint Francisco Toda y Tortosa. També fou nomenat senador per la província d'Alacant el 1898-1899 i el 1901-1902. Va presentar algunes iniciatives per a millorar la xarxa ferroviària d'Alacant.